# CarJager
 (janvier 2025).
L'article doit être relu — et modifié si nécessaire — par des contributeurs indépendants pour apporter un regard critique aux contributions effectuées en violation des conditions d'utilisation de Wikipédia, tant sur la forme (notamment concernant le style encyclopédique, la proportionnalité) que sur le fond (la neutralité de point de vue, la qualité et l'indépendance des sources).
CarJager est une marque exploitée par la société française Arnage Motors qui accompagne les acheteurs et les vendeurs d'automobiles de collection.

## Historique
CarJager est une start-up fondée en 2018 à Paris par Vladimir Grudzinski (fondateur de la startup Reezocar), rejoint ensuite par Luc Bousquet (ancien avocat au barreau de Paris). L'entreprise débute son activité en janvier 2018 et se lance commercialement en février 2019 au salon Rétromobile après avoir acheté le blog Boîtier Rouge,,,,.
Une première levée de fonds de 1,2 million d'euros à lieu en 2018,,,, suivie d'une autre, deux ans plus tard, de 1,1 million.
CarJager déménage son siège social de Paris à Aix-en-Provence mi-2020.
En septembre 2023, CarJager réalise à nouveau une levée de fonds de 5,7 millions d'euros et voit le départ de son cofondateur Luc Bousquet, tandis que Vladimir Grudzinski demeure à la tête de l'entreprise.
Début 2024, CarJager accélère le développement de son département GT et Supercars, soutenu par des distributeurs automobiles, qui lui mettent à disposition des showrooms. Le premier partenaire qui s'engage aux côtés de CarJager est le groupe de Willermin à Aix-en-Provence et Avignon, avec le lancement du département GT et Supercars.

## Services
CarJager propose d’accompagner les clients de voitures anciennes et de supercars, quel que soit leur mode d’achat : chasse d’autos hors marché, dépôt-vente à distance (vente assistée), achat sur stock, service de ventes aux enchères digital. 
En plus du processus d’achat/vente, l’entreprise propose également des services additionnels tels que l’expertise des autos mises en vente, l’organisation de shootings photo et vidéo destinés à les présenter et à les valoriser, un service de livraison pouvant intervenir en France comme à l’étranger, un engagement « satisfait ou remboursé » et une garantie mécanique de 12 mois incluse pour toute transaction[source secondaire nécessaire].

## Salons et récompenses

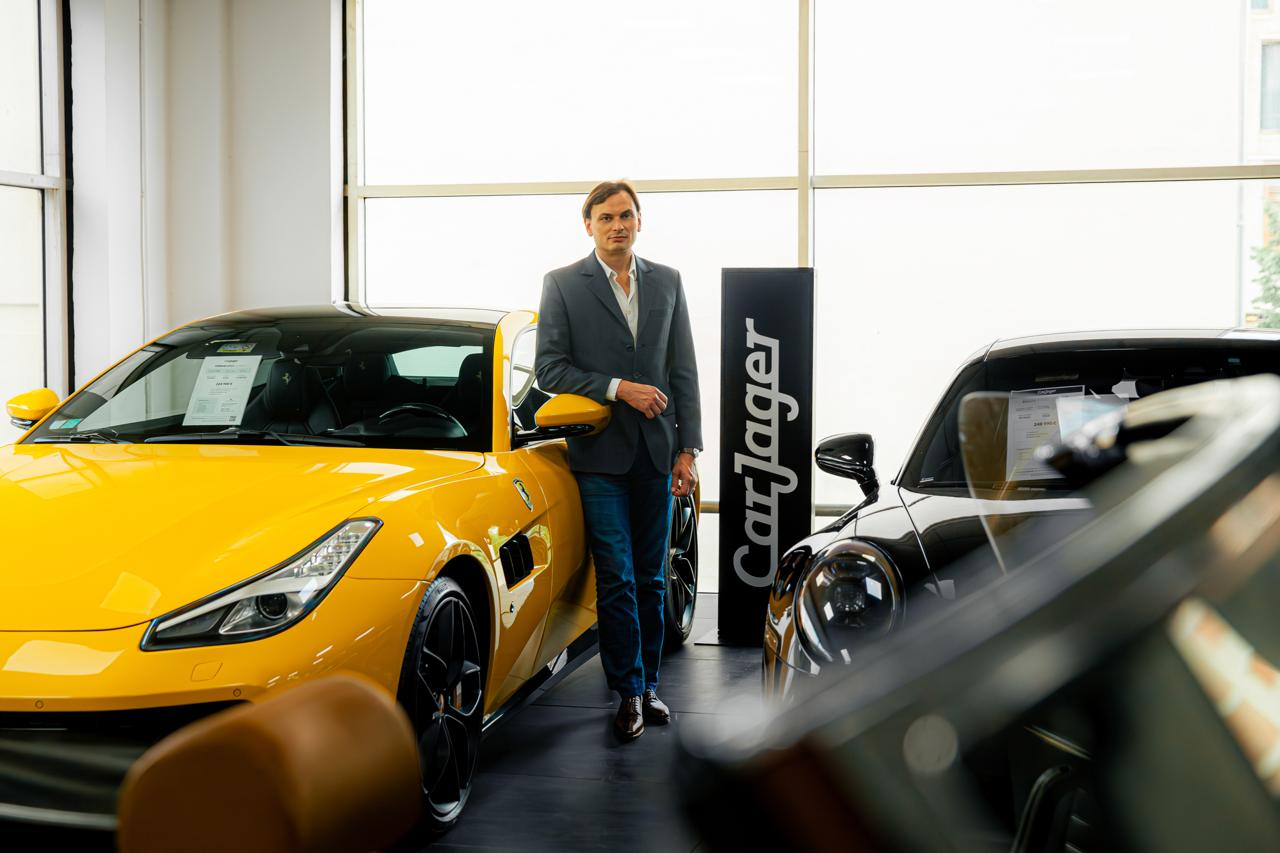
Vladimir Grudzinski dans l'un des showrooms CarJager

En 2019, CarJager a reçu le prix du public au Grand Prix ACF Autotech, organisé en France depuis 2018 par l'Automobile Club de France (ACF) en partenariat avec l'ESSEC Alumni Automobile Club (EAAC).